# Saúl Martínez
Saúl Asael Martínez (Colón, Honduras; 29 de enero de 1976) es un futbolista hondureño. Juega de delantero y su primer equipo fue el Long Island Rough Riders.

## Biografía
La primera participación de Saúl Martínez en liga profesional la hizo con el Miami Fusion de la Major League Soccer de Estados Unidos.
En ese equipo tuvo una destacada participación; pero de todas maneras fue dado de baja por el entrenador brasileño Ivo Wortman.
Posteriormente, Saúl se marchó para Honduras donde jugó para los equipos: Club Deportivo Olimpia, y el Club Deportivo Motagua de Tegucigalpa.
Después de su excelente participación en la Copa América del 2001, Saúl fue contratado por el Club Nacional de Football de Montevideo Uruguay, donde tuvo muy poca participación.
Este club luego lo transfirió al Shanghái Shenhua de China, donde se convirtió en pieza fundamental del equipo, de tal manera, que logró adjudicarse el título de goleo de la superliga china.
En el 2006, Martínez fue transferido al club japonés: Omiya Ardija. Para luego regresar a China con el Shanghái United. En el 2007, Saúl Martínez firmó contrato nuevamente con el Club Deportivo Motagua por el torneo Clausura 2006-07.
Sin embargo el delantero hondureño fue solicitado nuevamente para reforzar las filas del Shanghái Shenhua de la Superliga China, donde es muy bien recordado por haber conquistado el título de liga con el equipo en el 2003 y haber sido elegido mejor jugador del campeonato en ese año.
Para el Clausura 2007-2008 Martínez tuvo un breve paso por el Sport Herediano de Costa Rica. Luego regreso al fútbol de Honduras y firmó para el Club Deportivo Marathón de San Pedro Sula. En su debut con este equipo, Saúl 'Speedy' anotó en la victoria del 'Monstruo Verde' sobre el C.D. Platense por 2-1.
Al final del torneo el jugador anotó 7 goles y terminó coronándose campeón del torneo Apertura 2008-09.

## Selección nacional
Saul Martínez ha sido internacional con la selección de fútbol de Honduras más de 30 partidos internacionales, incluyendo las eliminatorias rumbo a Corea Japón 2002 y Alemania 2006.
Fue precisamente con la selección de fútbol de Honduras y durante la Copa América 2001, que Saúl Martínez alcanzó una gran notoriedad luego de anotar los dos goles con que Honduras, eliminó al favorito Brasil de la competencia.
Luego Saul Martínez participó con Honduras en la Copa Carlsberg de Hong Kong. En dicho torneo le marcó 3 goles a la selección de Slovenia y también conquistó el gol ante Hong Kong con el que la escuadra catracha se adjudicó la Copa.
Saul Martínez también participó con la Selección de fútbol de Honduras en el torneo UNCAF que se llevó a cabo en febrero del 2007 en El Salvador. En este torneo Saul tuvo un pobre desempeño anotándole únicamente a la débil selección de Nicaragua en un encuentro que Honduras ganó por 9-1. A raíz de su actuación, el delantero fue duramente criticado por el técnico José de la Paz Herrera quien lo acusó de usar la selección como trampolín.
En el 2008, debido a su buena actuación con su club (Marathón) Saúl Asael fue convocado por el técnico Reinaldo Rueda para los juegos clasificatorios rumbo al mundial Sudáfrica 2010. Así mismo Martínez formó parte de la selección nacional para la Copa UNCAF. En este torneo, el delantero marcó su primer gol el 24 de enero en el gane de Honduras por 4-1 sobre Nicaragua.

## Clubes
| Club                      | País           | Año       |        |
| ------------------------- | -------------- | --------- | ------ |
| Long Island Rough Riders  | Estados Unidos | 1997-1998 |        |
| Miami Fusion              | Estados Unidos | 1999      |        |
| Club Deportivo Olimpia    | Honduras       | 1999-2000 |        |
| Virginia Beach Mariners   | Estados Unidos | 2000      |        |
| Club Deportivo Motagua    | Honduras       | 2001      |        |
| Club Nacional de Football | Uruguay        | 2001-2002 |        |
| Shanghái Shenhua          | China          | 2002-2005 |        |
| Omiya Ardija              | Japón          | 2006      |        |
| Shanghái United           | China          | 2006-2007 |        |
| CD Motagua                | Honduras       | 2007      |        |
| Shanghái Shenhua          | China          | 2007-2008 |        |
| Club Sport Herediano      | Costa Rica     | 2008      |        |
| Club Deportivo Marathón   | Honduras       | 2008      |        |
| Club Deportivo Victoria   | Honduras       | 2010-2011 |        |
| Club Deportivo Marathón   | Honduras       | 2011-2013 | Retiro |

## Palmarés

### Campeonatos nacionales
| Título                  | Club             | País         | Año  |
| ----------------------- | ---------------- | ------------ | ---- |
| Superliga China         | Shanghái Shenhua | China        | 2003 |
| Club Deportivo Marathón | Honduras         | Ap.2008–2009 |      |

### Copas internacionales
| Título         | Equipo (*)                      | País     | Año  |
| -------------- | ------------------------------- | -------- | ---- |
| Copa Carlsberg | Selección de fútbol de Honduras | Honduras | 2001 |
| Copa Kirín     | Selección de fútbol de Honduras | Honduras | 2002 |

(*) Incluyendo la selección

### Distinciones individuales
| Distinción                      | Año  |
| ------------------------------- | ---- |
| Título de Goleo Superliga China | 2003 |
| Título de Goleo Copa Carlsberg  | 2001 |